# Erlacherhof

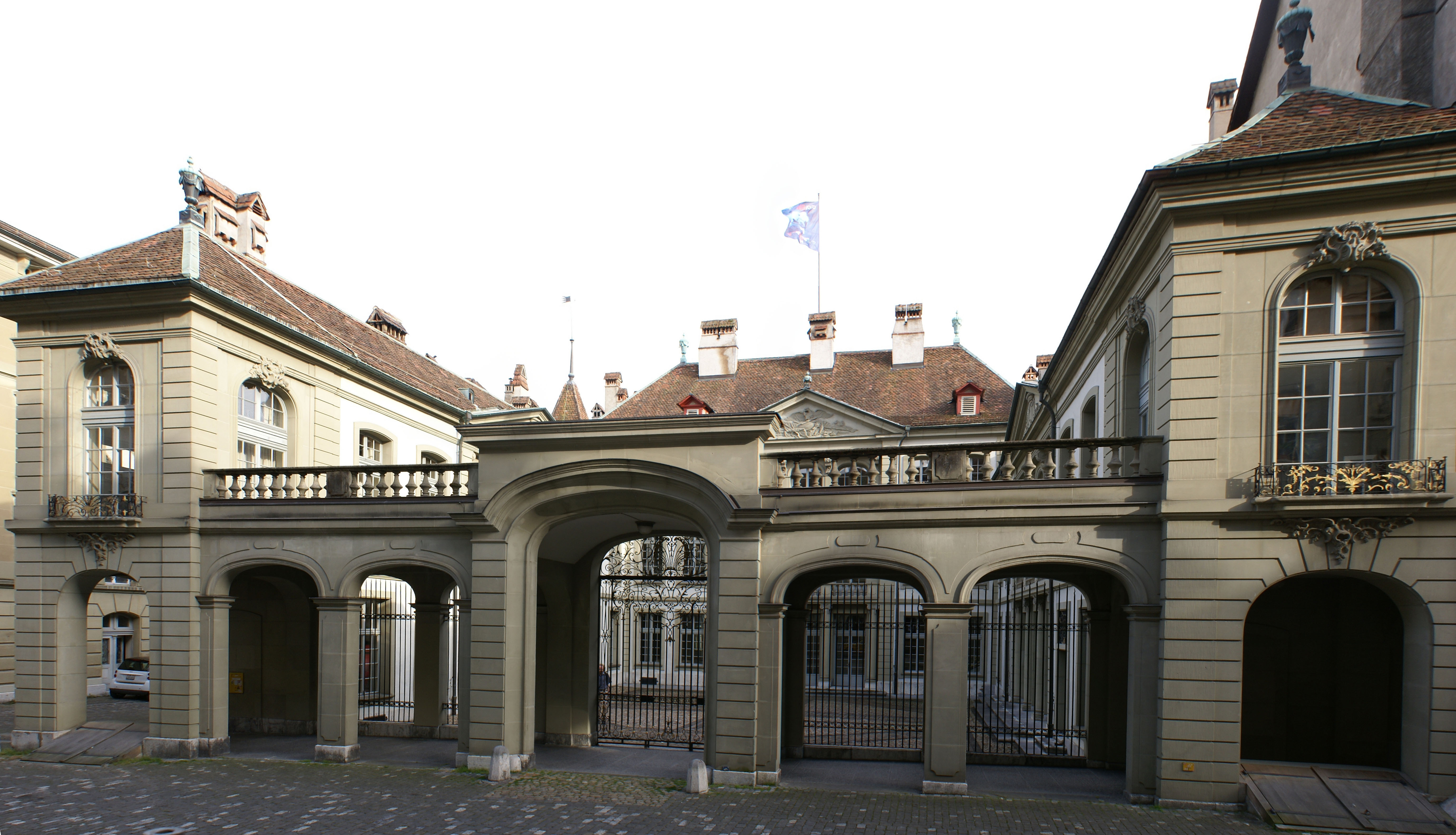
Façade de l'Erlacherhof côté rue

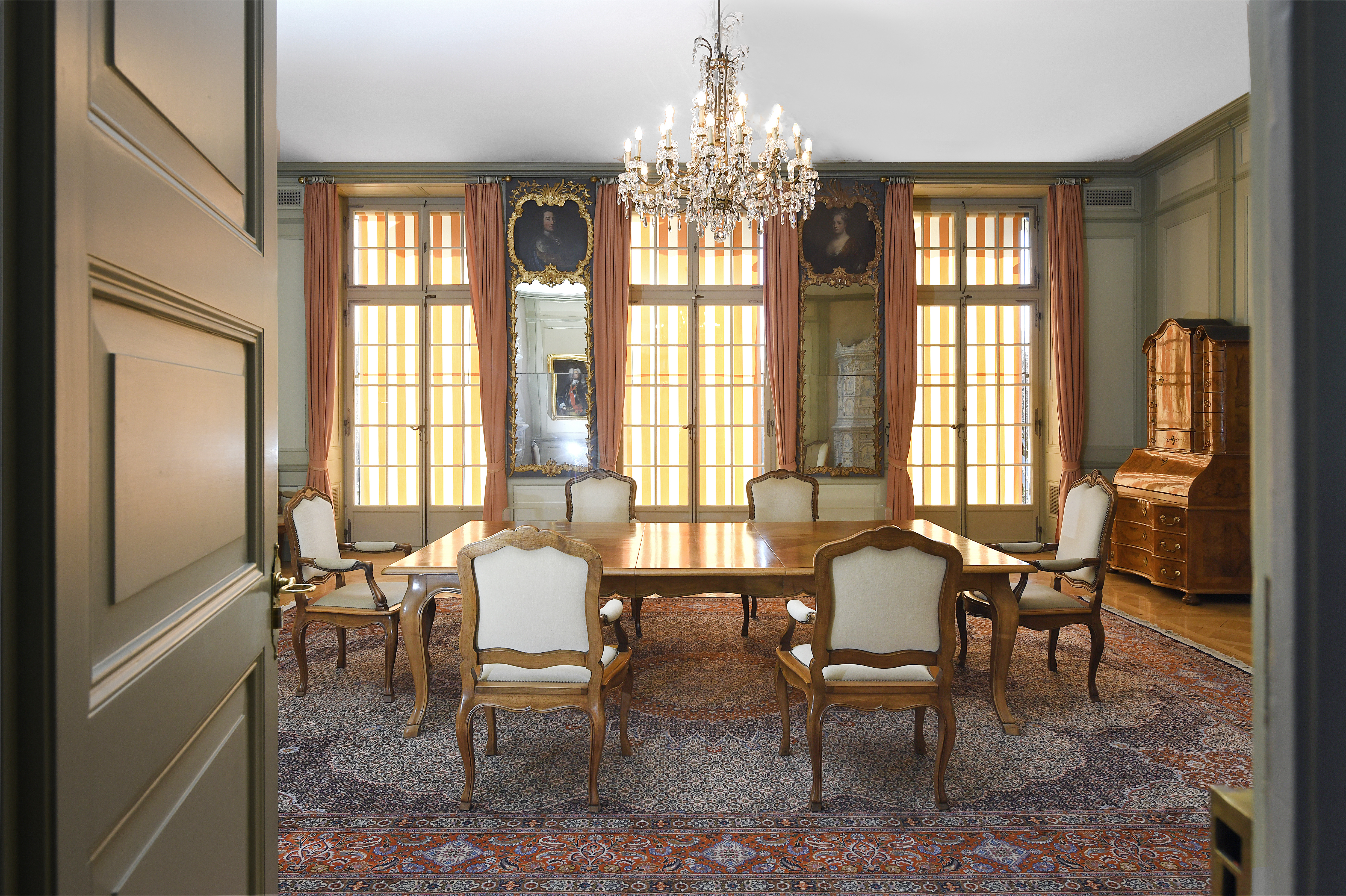
La salle du conseil municipal au rez-de-chaussée de l'Erlacherhof.

L'Erlacherhof ("hôtel d'Erlach") est un palais de style rococo situé au 47 Junkerngasse, au cœur de la vieille ville de Berne. Il a été construit entre 1745 et 1752 pour les comtes impériaux d'Erlach et abrite aujourd'hui le conseil municipal de la ville de Berne.

## Histoire
Le palais est construit entre 1745 et 1752, vraisemblablement par l'architecte Albrecht Stürler pour Jérôme d'Erlach, avoyer de Berne. À cet emplacement se situaient auparavant deux maisons, dont l'une avait appartenu à la famille d'Adrian I von Bubenberg. Albercht Stürler et Jérôme d'Erlach décèdent en 1748 et le bâtiment est achevé par le fils de ce dernier, Albrecht Friedrich d'Erlach, probablement avec l'aide du sculpteur Johann August Nahl (l'Ancien). Albrecht Friedrich fait apposer le monogramme de son père (HvE) sur les pignons des ailes latérales du bâtiment.
En 1795, l'Erlacherhof devient la possession du boucher Albrecht Hegi et du marchand David Rudolf Bay. Après la chute du patriciat bernois en 1798, il devient le siège du général français Guillaume-Marie-Anne Brune. Le bâtiment est vendu à l'administration bourgeoise de la ville en 1821. Durant la Médiation, le bâtiment sert d'école puis devient le siège de l'ambassade de France jusqu'en 1831.
De 1848 à 1857, le bâtiment sert de siège au Conseil fédéral, la construction du premier Palais fédéral n'étant pas encore achevée. Depuis 1857 l'Erlacherhof abrite des parties de l'administration municipale de Berne, comme l'administration présidentielle et la chancellerie de la ville, ainsi que la salle du conseil municipal et est le siège du maire de Berne.

## Agencement
L'Erlacherhof est la seule maison de la vieille ville de Berne à posséder une cour d'honneur, séparée de la Junkerngasse par une porte en fer à la décoration fastueuse. Cette cour, destinée à permettre l'accès des carrosses, est précédée d'une arcade couverte, ce qui est inhabituel pour les bâtiments de ce type. Cette particularité s'explique par l'application systématique de la législation bernoise, qui obligeait chaque propriétaire foncier à assurer un passage couvert et sec à travers la ville.
À l'intérieur, le vestibule est décoré de deux grandes vues de la ville peintes par Johannes Dünz. Cette pièce conduit à une antichambre sur la gauche, et à un grand escalier en fer à cheval sur la droite, surmonté d'une galerie à colonnes autoportantes. Au plafond de la cage d'escalier, une œuvre attribuée de manière incertaine au peintre Johann Ulrich Schnetzler représente le retour de Mars vers Vénus et symbolise l'adieu du commanditaire au service militaire. En face de l'entrée du palais se trouve la salle du conseil municipal, dans laquelle l'exécutif de la ville de Berne siège une fois par semaine.
En haut de l'escalier se trouve la salle des fêtes, dont les stucs réalisés par  Johann August Nahl (l'Ancien) représentent des allégories des arts et des sciences. Le plafond, peint par Jakob Emanuel Handmann représente quant à lui Appolon et les neuf Muses. Derrière le bâtiment principal se trouve un jardin en terrasse donnant sur la vallée de l'Aar.